# Gaienhofen

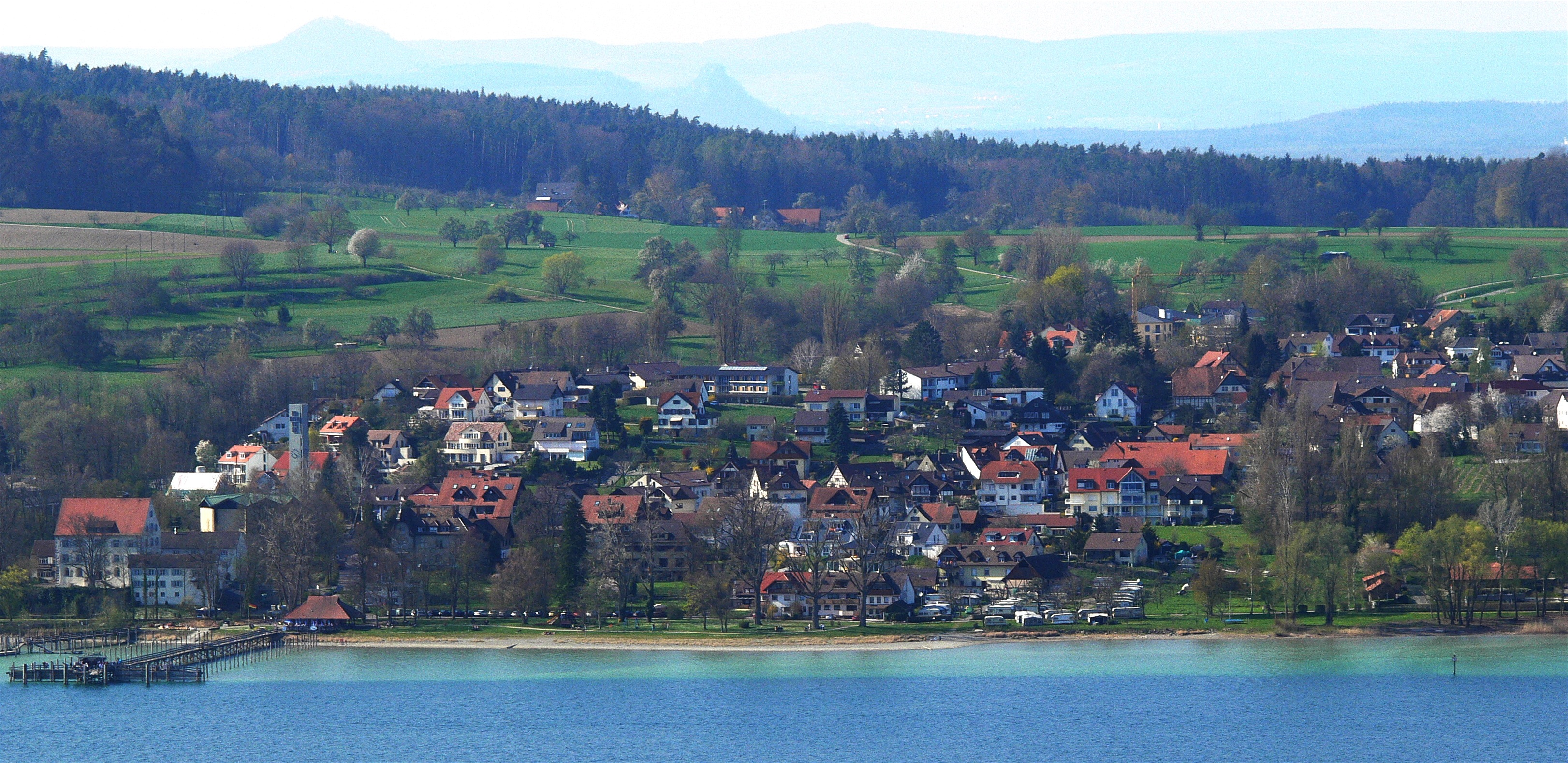
Gaienhofen von der Schweiz aus gesehen

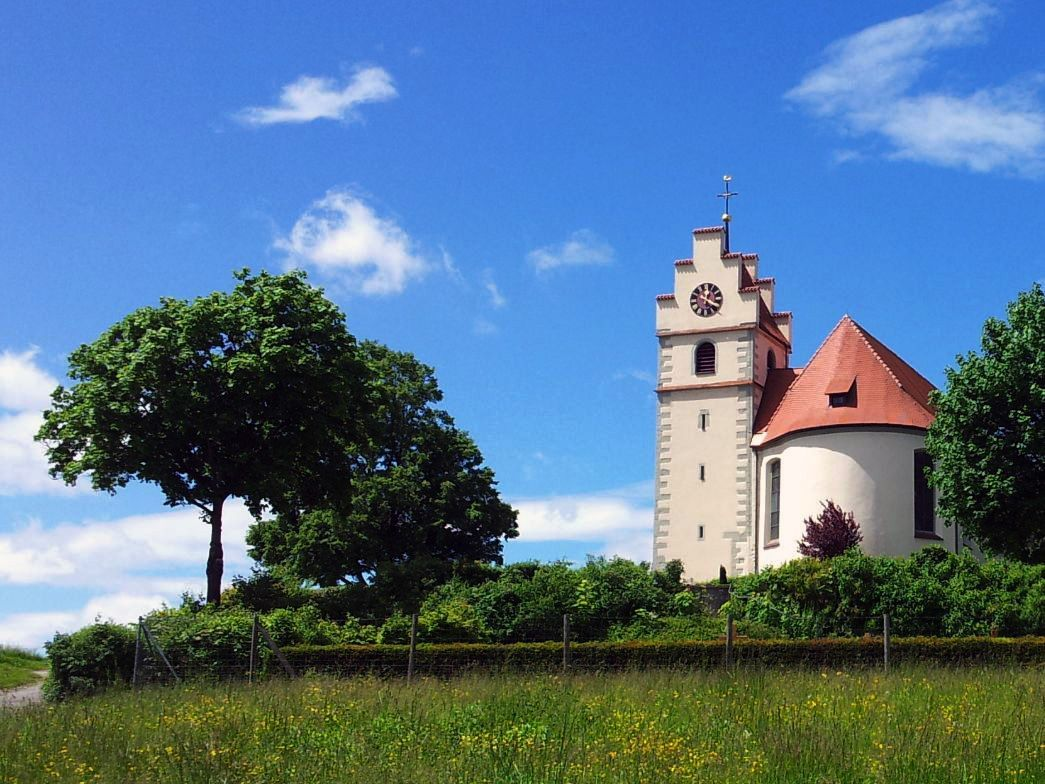
Kirche St. Johann der Täufer und Veit in Horn (2013)

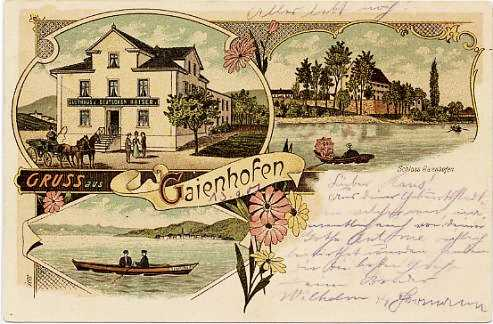
Gaienhofen um 1900

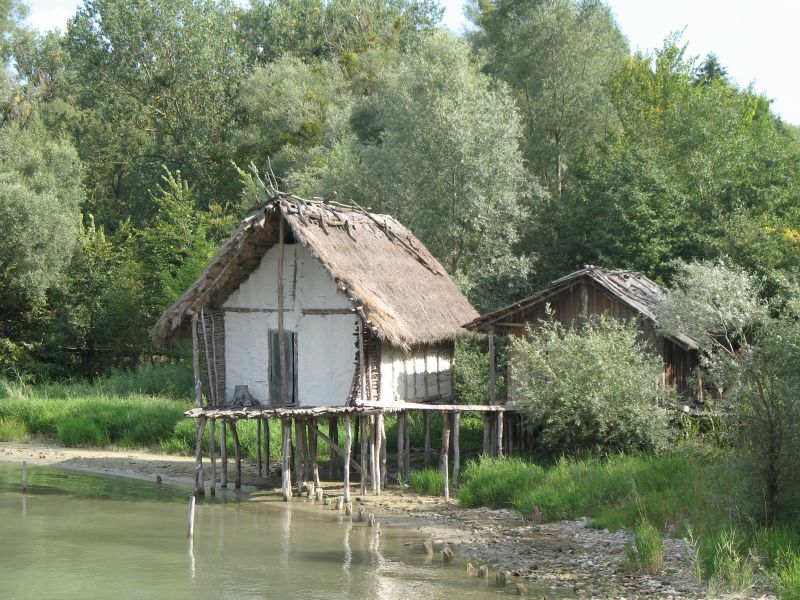
Hornstaadhaus im Pfahlbaumuseum Unteruhldingen, Nachbau nach Funden einer Pfahlbausiedlung bei Hornstaad, Teil des UNESCO-Weltkulturerbes

Gaienhofen ist eine Gemeinde am Bodensee im Landkreis Konstanz in Baden-Württemberg.

## Geographie

### Geographische Lage
Gaienhofen liegt auf der Süd- und Ostseite der Halbinsel Höri am Untersee nördlich gegenüber der Schweizer Gemeinde Steckborn und westlich der (deutschen) Insel Reichenau.

### Nachbargemeinden
Die Gemeinde grenzt im Südwesten an Öhningen, im Nordwesten an Moos. Den Rest der Gemeindegrenze bildet das Ufer des Untersees.

### Gemeindegliederung
Zur Gemeinde Gaienhofen mit den seit 1974 eingemeindeten, ehemals selbstständigen Gemeinden Gundholzen, Hemmenhofen und Horn gehören acht Dörfer, Weiler, Höfe und Häuser.
Der Verwaltungssitz befindet sich im Ortsteil Gaienhofen, ebenso der Sitz des Gemeindeverwaltungsverband Höri, dem die Gemeinden Gaienhofen, Moos und Öhningen angehören.

| Wappen der Altgemeinde Gaienhofen | Zur Gemeinde Gaienhofen in den Grenzen von 1973 gehören das Dorf Gaienhofen und das Gehöft Honisheim, ebenso die abgegangene Ortschaft Stöckenhof. (Zum alten Wappen siehe auch → Liste der Wappen mit dem Emblem der Pfalzgrafen von Tübingen) |
| Gundholzen                        | Zur ehemaligen Gemeinde Gundholzen gehören das Dorf Gundholzen und die Häuser Im Mettental – letztere grenzen unmittelbar an den Ortsteil Iznang der Nachbargemeinde Moos – sowie die die Wüstung Hof im Turbental – der Flurname Ob dem Hof deutet auf die abgegangene Siedlung hin. |
| Hemmenhofen                       | Zur ehemaligen Gemeinde Hemmenhofen gehört das Dorf Hemmenhofen. |
| Horn                              | Zur ehemaligen Gemeinde Horn gehören das Dorf Horn, der Weiler Hornstaad, das Gehöft Balesheim sowie die Wüstungen Himmern und Hofstetten. Horn liegt vom See aus gesehen zwischen den Seezeichen (für Untiefen) zwei bis sechs. Der Ort liegt an einem steil zum See abfallenden Hang. Direkt am See befindet sich das ehemalige Schloss Hornstaad (heute Seerestaurant Schlössli). Weiter landeinwärts erstreckt sich der unwegsame Höhenrücken Schiener Berg. Durch die Seelage und die geschützte Westflanke zum Schiener Berg ist Obstanbau möglich. Als Wahrzeichen der Höri gilt die römisch-katholische Pfarrkirche St. Johann und Vitus mit ihrem alten Kirchfriedhof. Über die einmalige Sicht von der Pfarrkirche in Horn aus auf den Untersee bis zum Turm des Konstanzer Münsters ist der Ausspruch des badischen Großherzogs Friedrich I. überliefert: „Wenn ich nicht Großherzog von Baden wäre, wollte ich Pfarrer von Horn sein.“ |

## Geschichte

### Jungsteinzeit
Auf der Gemarkung der Gemeinde Gaienhofen befinden sich mehrere Siedlungen aus der Jungsteinzeit, so zum Beispiel in Hemmenhofen, Gewann „Im Leh“, und Hornstaad, Gewann „Hinterhorn“. Die Pfahlbausiedlungen Hornstaad-Hörnle I–V sind steinzeitliche Pfahlbausiedlungen aus dem Zeitraum 3918–2690 v. Chr. Untersuchungen in den Jahren 1973 bis 1993 erbrachten wichtige Ergebnisse zur Wirtschafts-, Hausbau-, Siedlungsweise und sozialen Struktur sowie zu den Handelsbeziehungen. Bemerkenswert ist insbesondere Hornstaad-Hörnle IA am Ufer der Hörispitze, die in einer über zehn Jahre dauernden Ausgrabung großflächig untersucht wurde und über dendrochronologische Untersuchungen auf rund 3900 v. Chr. in die Hornstaader Gruppe datiert wird. Letztere ist seit 2011 Bestandteil des UNESCO-Weltkulturerbes Prähistorische Pfahlbauten um die Alpen. Funde und Rekonstruktionen sind im Hermann-Hesse-Höri-Museum Gaienhofen und im Archäologischen Landesmuseum Konstanz zu sehen. Im Pfahlbaumuseum Unteruhldingen findet sich das Hornstaad-Haus als Nachbau zu Forschungszwecken.

### Mittelalter
Urkundlich erwähnt wurde Gaienhofen erstmals in einer am 27. November 1155 in Konstanz ausgestellten Urkunde: "Kaiser Friedrich (I.) bestätigt der bischöflichen Kirche in Konstanz alle seither erworbenen Güter und Rechte, unter Angabe der Grenzen des bischöflichen Sprengels, der dem Bischof und dem Kapitel zustehenden Güter, des bischöflichen Forstbezirks und einiger anderer dem Bistum verliehenen Begünstigungen....ad villam Oningen, et inde ad Kattenhorn, inde ad Wangen, inde Hemmenhouen, inde Gegenhouen, inde Horne....). Hierbei wird der Ort in einer Reihe mit seinen Nachbarorten am Untersee zweifelsfrei belegt.

### Neuzeit, Moderne
In der Zeit des Nationalsozialismus befand sich eine Gauschule des Nationalsozialistischen Lehrerbundes (NSLB) in Gaienhofen; vormals das „Seeheim des Vereins Badischer Lehrerinnen am Bodensee“. In der NSLB-Gauschule Gaienhofen, der ersten von drei festen Schulungsstätten des badischen NSLB, fanden seit Anfang 1934 (nach anderen Angaben: 1935) regelmäßig sogenannte „Lehrerlager“ zur „weltanschaulichen Schulung“ im Sinne der nationalsozialistischen Ideologie statt. Referent war unter anderem der ortsansässige Schriftsteller und NS-Propagandist Ludwig Finckh.
1933 erwarb der Schriftsteller Erich Bloch auf der Halbinsel Höri den Michaelshof und organisierte dort eine Umschichtung für jüdische Menschen, die von den Nationalsozialisten Berufsverbot erhalten hatten und nach einer Emigration landwirtschaftlich tätig werden wollten.
Bloch wurde am Morgen der Reichspogromnacht, am 10. November 1938, verhaftet und im Rathaus von Horn durch SS-Angehörige aus Radolfzell schwer misshandelt und lebensbedrohlich verletzt. Der Michaelshof wurde „arisiert“ und unter Wert an eine Gruppe entlassener Waldorflehrer aus Kassel verkauft. Im Herbst 1939 gelang Bloch und seiner Familie die Flucht nach Palästina. Ende der 1960er/Anfang der 1970er Jahre kehrte er aus Israel nach Deutschland zurück und nahm seine schriftstellerische Tätigkeit wieder auf.
Die heutige Gemeinde wurde am 1. Oktober 1974 durch Vereinigung der Gemeinden Gaienhofen, Hemmenhofen und Horn neu gebildet. Bereits am 1. Januar 1974 war die Gemeinde Gundholzen nach Horn eingemeindet worden.

## Politik

### Gemeinderat
- FWG: 6
- UBL: 4
- Die Aktiven: 3
- Grün-Rote Liste: 1

Die letzte Gemeinderatswahl fand am 9. Juni 2024 statt. 2.669 Personen waren wahlberechtigt. Die Wahlbeteiligung lag mit von 68,9 % etwa auf dem Niveau von 2019, als 69,3 % der Wähler ihre Stimme abgaben.
| Partei / Liste                | Stimmen | Anteil | Sitze | Veränderung ggü. 2019 |
| ----------------------------- | ------- | ------ | ----- | --------------------- |
| Freie Wähler Gaienhofen (FWG) | 9.168   | 37,7 % | 6     | +0,7 % (+1)           |
| Unabhängige Bürgerliste (UBL) | 7.393   | 30,4 % | 4     | +0,9 % (-)            |
| Die Aktiven                   | 5.364   | 22,0 % | 3     | +1,0 % (-)            |
| Grün-Rote Liste               | 2.428   | 10,0 % | 1     | +10,0 % (+1)          |
| Gesamt                        | 24.353  |        | 14    |                       |

### Bürgermeister
Bürgermeister ist seit dem 1. Januar 2023 Jürgen Maas. Er wurde am 6. November 2022 mit 59,4 Prozent der Stimmen gewählt. Er folgte auf Uwe-Michael Eisch (CDU), der von 1999 bis 2022 amtierte und nicht mehr antrat.

### Partnerschaften
- Saint-Georges-de-Didonne in der Region Nouvelle-Aquitaine, Frankreich
- Balatonföldvár am Plattensee, Ungarn[18]

### Wappen
| Wappen der Gemeinde Gaienhofen | Blasonierung: „In Silber (Weiß) ein rotes Kreuz, belegt mit einem schwarzen Herzschild, darin ein doppelreihig rot-silbern geschachter Schrägbalken.“ |
| Wappen der Gemeinde Gaienhofen | Wappenbegründung: Die Gemeinde entstand am 1. Oktober 1974 durch Vereinigung von Gaienhofen, Hemmenhofen und Horn, wohin am 1. Januar 1974 Gundholzen eingemeindet worden war. Hemmenhofen war alter Besitz des Thurgauer Zisterzienserinnenklosters Feldbach. Im Wappen führte es seit 1904 unter anderem den doppelreihig rot-silbern geschachten sogenannten Zisterzienserbalken in schwarzem Feld. Die anderen Orte gehörten bis 1803 zum Hochstift Konstanz. Dementsprechend erscheint in ihren zwischen 1897 und 1904 geschaffenen Wappen das rote Kreuz des Bistums Konstanz in Verbindung mit anderen Zeichen. Das Wappen der neuen Gemeinde ist aus diesen Elementen zusammengesetzt und wurde mit der Flagge am 16. Februar 1976 vom Landratsamt Konstanz verliehen. |

## Wirtschaft und Infrastruktur

### Verkehr
Durch Gaienhofen verläuft der Bodensee-Radweg. Er umrundet als Fernradweg den Bodensee. Er ist hier zugleich ein Teil der Eurovelo-Routen 6 (Atlantik – Schwarzes Meer) und 15 (Rheinradweg) sowie der D-Routen 6 (Donau-Route) und 8 (Rhein-Route).

### Bildungseinrichtungen
Ein kommunaler Kindergarten besteht im Ortsteil Horn.
Dort ist auch der Grundschulzweig der Hermann-Hesse-Schule beheimatet. Die weiterführende Hermann-Hesse-Werkrealschule befindet sich im Ortsteil Gaienhofen.
In Gaienhofen ist auch das Schulzentrum Schloss Gaienhofen – Evangelische Schule am Bodensee beheimatet. Die frühere Internatsschule umfasst heute das Ambrosius-Blarer-Gymnasium mit drei Schulzweigen: Allgemeinbildendes Gymnasium, Wirtschaftsgymnasium und Realschule.

### Friedhöfe
- Friedhof Hemmenhofen: Auf dem Friedhof in Hemmenhofen befindet sich das Grab von Otto Dix.[23] Eine Gedenktafel an der Friedhofsmauer erinnert an Erich Heckel, der auf dem Friedhof 1970 beigesetzt wurde, dessen Grab aber bereits aufgelassen wurde.[24][25]

- Friedhof (Kirchhof) um die Kirche von Horn: Das Grab von Hans Leip, dem Autor von Lili Marleen, befindet sich auf dem Friedhof der Katholischen Pfarrkirche St. Johann in Horn am nordwestlichen Rand des über dem Untersee liegenden Friedhofs.[26]

## Kultur und Sehenswürdigkeiten

### Museen

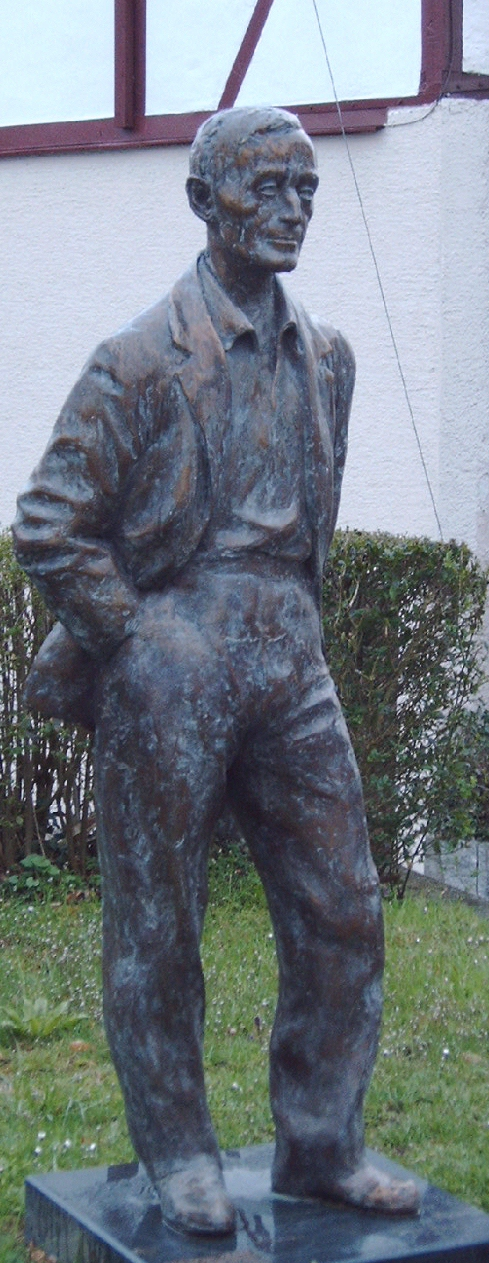
Bronzestatue von Hermann Hesse in Gaienhofen, geschaffen von Friedhelm Zilly

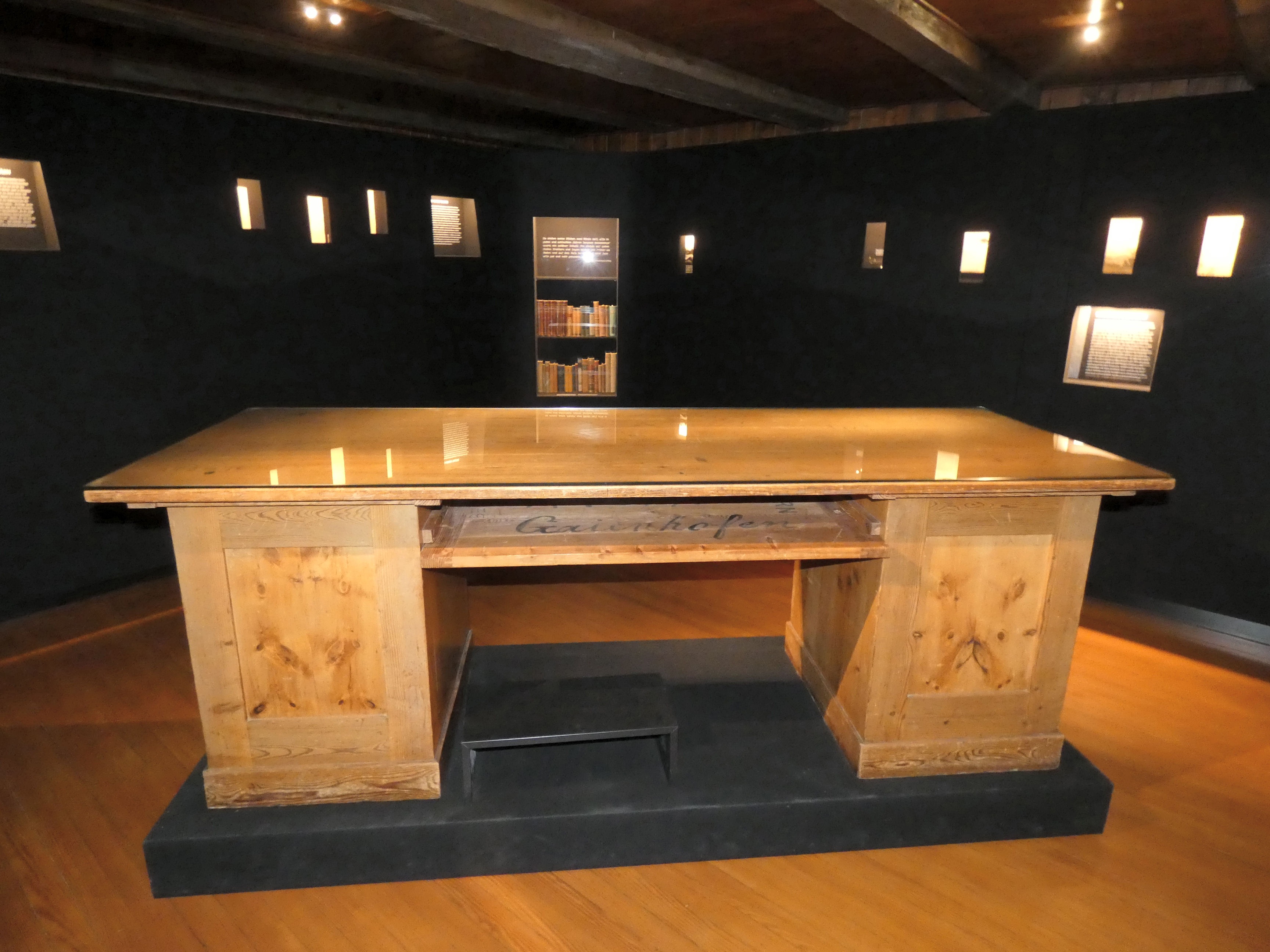
Hesses Schreibtisch im Hesse Museum Gaienhofen, 2019

- Das Hesse Museum, welches 2015 umgebaut und neu konzipiert wurde, befindet sich in einem ehemaligen Bauernhaus aus dem 17. Jahrhundert, das ab 1868 als Schul- und Rathaus der Gemeinde diente. Im Jahr 1904 mieteten Hermann Hesse und seine Frau Mia Hesse-Bernoulli den Wohnteil des Hauses, in dem auch das Museum anfänglich eingerichtet war. Inzwischen sind alle Räume des Gebäudes in die Museumskonzeption eingebunden. In Hesses ehemaligem Arbeitszimmer im Obergeschoss findet man auch wieder den Schreibtisch, den sich Hesse für diese Wohnung hatte bauen lassen und den er in seine anderen Wohnorte Bern und Montagnola jeweils mitgenommen hatte. In den Museumsräumen finden jährlich Ausstellungen, Vorträge und andere Veranstaltungen zu Themen rund um das Leben Hermann Hesses statt.[27]
- Das Mia- und Hermann-Hesse-Haus im „Erlenloh“ ließen sich Mia und Hermann Hesse 1907 vom Basler Architekten Hans Hindermann im Stil der Reformarchitektur bauen. Dem Haus angegliedert ist ein Garten, den Hesse selbst mit seiner Frau angelegt hat. Hier wohnte die Familie Hesse bis 1912. Das Haus, das noch sehr viel Originalsubstanz enthält, wurde von einem Förderverein ab 2004 restauriert.[28] Dafür wurde 2005 der Denkmalschutzpreis des Landes Baden-Württemberg verliehen. In Haus und Garten gibt es regelmäßig Führungen, auf Anfrage kann das Haus auch besichtigt werden.[29]
- Museum Haus Dix: Der Maler Otto Dix ließ 1936 in Hemmenhofen mit dem Geld seiner Frau Martha ein Wohnhaus samt Atelier errichten, nachdem er 1933 seine Professorenstelle an der Kunstakademie Dresden verloren hatte und sich an den Bodensee zurückzog. Dort lebte und arbeitete er bis zu seinem Tod. Das Museum Haus Dix ist eine Gedenkstätte zu Leben und Werk dieses bedeutenden deutschen Malers; es ist der Öffentlichkeit zugänglich. 2009 gab das Kunstmuseum Stuttgart, das für seine Dix-Sammlung bekannt ist, Pläne bekannt, das Haus zu übernehmen, zu sanieren und mit Hilfe der im Dezember 2009 gegründeten öffentlichen Otto-Dix-Haus-Stiftung als Dependance des Kunstmuseums Stuttgart betrieben zu werden.[30] Die Gesamtkosten betrugen 1,5 Millionen Euro.[31] Am 15./16. Juni 2013 wurde es als Museum Haus Dix, Außenstelle des Kunstmuseums Stuttgart, wieder eröffnet.[32][33]
- In der Gemeinde gibt es mehrere private Ateliers und Galerien.[34]

### Bauwerke

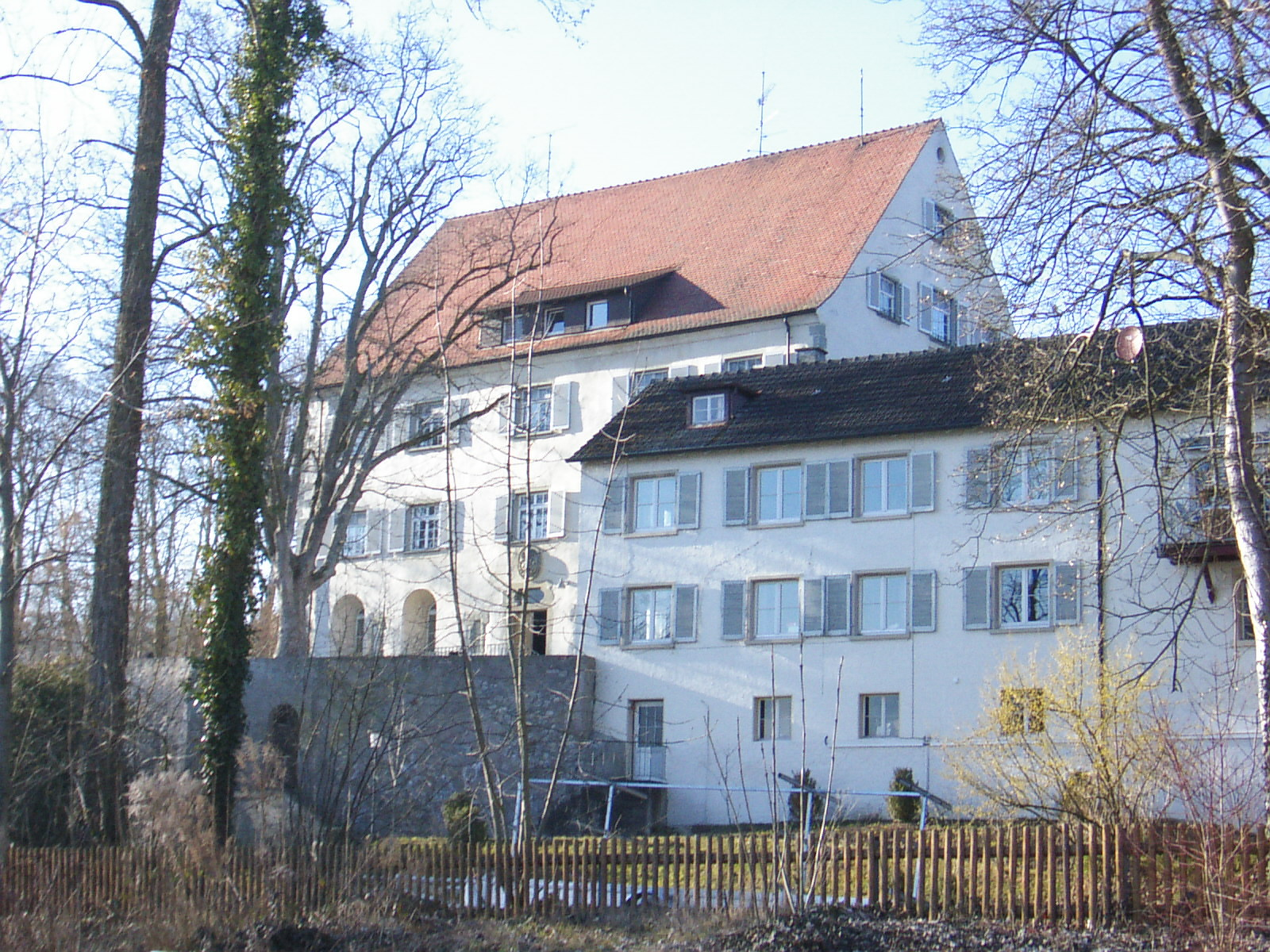
Schloss Gaienhofen

#### Kirchen
- Katholische Pfarrkirche St. Johann und Vitus, Horn (12. bis 18. Jahrhundert)
- Kapelle St. Mauritius (um 1500, beim Hesse-Museum)
- Evangelische Melanchthon-Kirche (1967, Architekt: Hermann Blomeier)

#### Schlösser, Museen u. a.
- Schloss Gaienhofen
- Schloss Hornstaad
- Hermann-Hesse-Haus beim Hesse Museum
- Hermann-Hesse-Haus im „Erlenloh“
- Ludwig-Finckh-Haus
- Museum Haus Dix
- Wasserreservoir oberhalb von Horn (dient auch als Aussichtsplattform)

#### Skulpturen und Kunstwerke im öffentlichen Raum
- Hermann-Hesse-Statue von Friedhelm Zilly in Gaienhofen
- Skulptur Dix-Kurve von Peter Lenk mit Figuren aus dem Triptychon Großstadt von Otto Dix. Lenk lässt zwei „Paradiesvögel“ aus Dix’ Werk über die Dix-Kurve spazieren, als Wegweiser zum Museum Haus Dix in Hemmenhofen. Das Kunstwerk stand ab 1997 neben und über der kurvigen Gaienhofener Ortsdurchfahrt nahe der Melanchthonkirche. Es wurde 2017 aufgrund von Standsicherheitsbedenken im Falle eines Fahrzeugaufpralls verlegt auf den Platz vor der Tourist-Information. Skulptur Dix-Kurve von Peter Lenk, am alten Standort die Hauptstraße überspannend

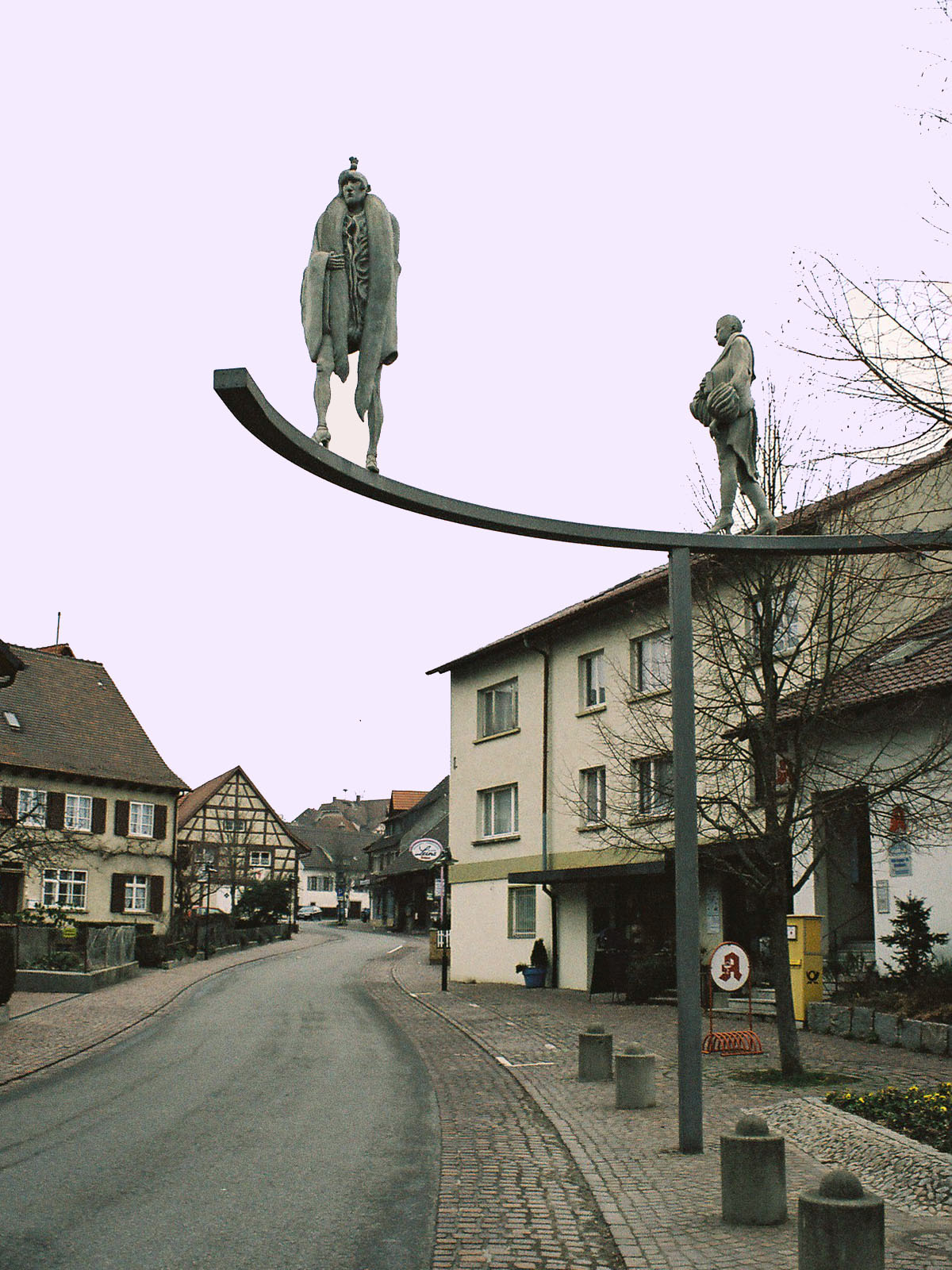
Skulptur Dix-Kurve von Peter Lenk, am alten Standort die Hauptstraße überspannend

- Dorfbrunnen mit Skulpturengruppe von Friedhelm Zilly in Gundholzen

### Fährbetrieb
Im „Zick-Zack“ zwischen dem Ortsteil Horn, dem schweizerischen Berlingen, Gaienhofen und dem schweizerischen Steckborn fährt sonn- und feiertags die Höri-Fähre.

### Natur
- Vogelerkundungsweg des NABU am Ufer des Bodensees

## Persönlichkeiten

### Ehrenbürger
- Ludwig Finckh (1876–1964), Arzt, Schriftsteller, seit 1905 in Gaienhofen. Die Ehrenbürgerschaft wurde Finckh 1926 verliehen.
- László Berkes, ehemaliger Bürgermeister von Balatonföldvár
- Hermann Biechele (1918–1999), ehemaliges Mitglied des Deutschen Bundestages
- Karl Bruttel (1929–2021), ehemaliger Bürgermeister der einst selbständigen Gemeinde Gundholzen und nach der Gemeindereform langjähriger Gemeinderat
- Dominique Bussereau (* 1952), Agrarminister von Frankreich, ehemaliger Bürgermeister von Saint-Georges-de-Didonne
- Anneliese Oerding († 2012), Gründerin der Stiftung Dr. Alois Oerding zu Unterhalt und Verwaltung der Seniorenbegegnungsstätte „Haus Frohes Alter“ in Horn

### Söhne und Töchter der Gemeinde
- Engelbert von Syrgenstein (1694–1760), Fürstabt des Fürststifts Kempten, geboren in Horn
- Hermann Schnell (1916–1999), Chemiker, Erfinder des Polycarbonats, wuchs in Gaienhofen auf

### Persönlichkeiten, die vor Ort gewirkt haben oder wirken
- Max Ackermann (1887–1975), Maler, lebte in Horn, malte in Hemmenhofen
- Hermann Biechele (1918–1999), Politiker, lebte in Gaienhofen
- Erich Bloch (1897–1994), Schriftsteller, lebte in Horn
- Max Bucherer (1883–1974), Grafiker und Maler, lebte und arbeitete 1905–1907 als Zeichenlehrer in Gaienhofen
- Paul Buck (1911–2006), Pianist, Wagner-Spezialist, lebte in Horn und liegt dort begraben
- Peter Derschka (1948–2023), Unternehmer, Publizist und Maler, lebte in Gundholzen
- Matthias Dinter (* 1968), Drehbuchautor, Regisseur und Comiczeichner, wuchs in Gaienhofen auf
- Otto Dix (1891–1969), Maler, lebte in Hemmenhofen und liegt dort begraben
- Hugo Erfurth (1874–1948), Fotograf, lebte in Gaienhofen
- Ludwig Finckh (1876–1964), Schriftsteller und NS-Propagandist, lebte in Gaienhofen
- Heinrich Hauber (1904–1983), Maler, lebte in Horn und liegt dort begraben
- Erich Heckel (1883–1970), Maler, lebte in Hemmenhofen
- Gertraud Herzger von Harlessem (1908–1989), Malerin, lebte und arbeitete in Gaienhofen
- Walter Herzger (1901 oder 1903–1985), Maler, lebte und arbeitete in Gaienhofen
- Hermann Hesse (1877–1962), Schriftsteller, lebte in Gaienhofen
- Walter Kaesbach (1879–1961), Kunsthistoriker, lebte in Hemmenhofen
- Bodo Kirchhoff (* 1948), Schriftsteller, ging in Gaienhofen zur Schule
- Karl Kling (1910–2003), Rennfahrer, lebte in Hemmenhofen
- Helmuth Macke (1891–1936), Maler, lebte in Hemmenhofen
- Johannes Matthias Michel (* 1962), Kirchenmusiker und Komponist, wuchs in Gaienhofen auf
- Josef Michel (1928–2002), Kirchenmusiker und Komponist, lebte und wirkte in Gaienhofen
- Klaus Nonnenmann (1922–1993), Schriftsteller, lebte in Gaienhofen
- Bertha von Petersenn (1862–1910), Gründerin und Leiterin des Landerziehungsheims für Mädchen Schloss Gaienhofen
- Georg von Petersenn (1849–1930), Professor an der Musikhochschule Berlin, unterrichtete Musik im Landerziehungsheim für Mädchen Schloss Gaienhofen
- Jacob Picard (1883–1967), Schriftsteller, logierte 1936–1938 in einem Gasthof in Horn
- Friedrich Rau (1916–2001), Jurist, ehemaliger Bundestagsabgeordneter, lebte in Hemmenhofen
- René Sydow (* 1980), Schriftsteller, Kabarettist, Schauspieler und Regisseur, ging in Gaienhofen zur Schule
- Christoph Theinert (* 1959), Musiker, wirkte in Gaienhofen
- Rudolf Thome (* 1939), Regisseur, ging in Gaienhofen zur Schule
- Emil Wachter (1921–2012), Maler, arbeitete in Gaienhofen
- Walter Waentig (1881–1962), Maler, Grafiker und Naturschützer, lebte von 1919 bis zu seinem Tod in Gaienhofen
- Curt Weller (1895–1955), Verleger, lebte und arbeitete von 1938 bis zu seinem Tod in Horn
- Douglas Wolfsperger (* 1957), Regisseur, ging in Gaienhofen zur Schule